# クロマチン再構成複合体
クロマチン再構成複合体（クロマチンさいこうせいふくごうたい、英語: Chromatin remodeling comlex）とは、クロマチンが再構成される際に、クロマチンのヌクレオソーム構造を成すDNAとヒストンとの結合状態を緩めて構造を作り直すために形成されるタンパク質複合体。DNA 依存性ATPアーゼ活性を示す。